# Warrensville Heights
Warrensville Heights est une ville située dans le comté de Cuyahoga, dans l'État de l'Ohio, aux États-Unis. Elle se trouve dans la banlieue de Cleveland. Lors du recensement de 2010, sa population s’élevait à 13 542 habitants. Sa superficie totale est de 10,72 km2.

## Personnalités liées à Warrensville Heights
- Marcia Fudge (née en 1952), femme politique, a été maire de la ville de 2000 à 2008.
- Shontel Brown (née en 1975), femme politique, a été conseillère municipale de la ville.

## Source
- (en) Cet article est partiellement ou en totalité issu de l’article de Wikipédia en anglais intitulé « Warrensville Heights, Ohio » (voir la liste des auteurs).